# Lussemburgo ai Giochi della IX Olimpiade
Il Lussemburgo partecipò ai Giochi della IX Olimpiade, svoltisi ad Amsterdam, Paesi Bassi, dal 28 luglio al 12 agosto 1928,  
con una delegazione di 48 atleti, di cui 2 donne, impegnati in 10 discipline,
senza aggiudicarsi medaglie.

## Risultati

### Calcio
| Atleta | Classifica |                        |
| --- | --- | ---------------------- |
| V · D · M Nazionale lussemburghese · Calcio ai Giochi Olimpici Estivi 1928 P P. Reuter · P Scharry · D Feller · D Kirsch · D Kolb · C Becker · C Feierstein · C Fischer · C Koetz · C A. Reuter · A Kirpes · A Schütz · A Theissen · A Weber · A Weisgerber · CT : Jacquemart | 9° |                        |
| Nazionale lussemburghese · Calcio ai Giochi Olimpici Estivi 1928 | |                        |
| P P. Reuter · P Scharry · D Feller · D Kirsch · D Kolb · C Becker · C Feierstein · C Fischer · C Koetz · C A. Reuter · A Kirpes · A Schütz · A Theissen · A Weber · A Weisgerber · CT: Jacquemart                                                                             | P P. Reuter · P Scharry · D Feller · D Kirsch · D Kolb · C Becker · C Feierstein · C Fischer · C Koetz · C A. Reuter · A Kirpes · A Schütz · A Theissen · A Weber · A Weisgerber · CT: Jacquemart | Lussemburgo (bandiera) |

### Pallanuoto
| Atleta | Classifica |                        |
| --- | --- | ---------------------- |
| V · D · M Nazionale maschile lussemburghese di pallanuoto · Giochi olimpici - Amsterdam 1928 Bauer • Klees • Kuborn • Unden • J. Staudt • B. Staudt • Mersch • G. Arnoldy • Hengen • J.P. Konsbrück • V. Thorn · CT : - | 9° |                        |
| Nazionale maschile lussemburghese di pallanuoto · Giochi olimpici - Amsterdam 1928 | |                        |
| Bauer • Klees • Kuborn • Unden • J. Staudt • B. Staudt • Mersch • G. Arnoldy • Hengen • J.P. Konsbrück • V. Thorn · CT: -                                                                                               | Bauer • Klees • Kuborn • Unden • J. Staudt • B. Staudt • Mersch • G. Arnoldy • Hengen • J.P. Konsbrück • V. Thorn · CT: - | Lussemburgo (bandiera) |